# Chillenden
Chillenden – wieś w Anglii, w hrabstwie Kent, w dystrykcie Dover. Leży 13 km na wschód od miasta Canterbury i 101 km na wschód od centrum Londynu.